# Galerina moelleri
Galerina moelleri är en svampart som beskrevs av Bas 1960. Galerina moelleri ingår i släktet Galerina och familjen Strophariaceae.   Inga underarter finns listade i Catalogue of Life.